# Rayong
Rayong (thai: ระยอง) är en thailändsk provins (changwat). Den ligger i den östra delen av Thailand. Provinsen hade år 2002 546 570 invånare på en areal av 3 552 km². Provinshuvudstaden är Rayong.

## Administrativ indelning
Provinsen är indelad 8 distrikt (amphur). Distrikten är i sin tur indelade i 58 subdistrikt (tambon) och 388 byar (muban).